# Big K.R.I.T.
Justin Scott (Meridian, Mississippi, SAD, 26. kolovoza 1986.), bolje poznat po svom umjetničkom imenu Big K.R.I.T. (što znači King Remembered In Time) je američki reper, pjevač, tekstopisac i glazbeni producent. Trenutno ima potpisan ugovor za diskografske kuće Cinematic Music Group i Def Jam Recordings.

## Biografija
Big K.R.I.T. je svoju glazbenu karijeru započeo 2005. godine kada je objavio prvi miksani album See Me on Top, te je 2009. objavio još četiri miksana albuma; See Me on Top II, Hood Fame, See Me on Top III i The Last King. U svibnju 2010. godine objavio je šesti miksani album K.R.I.T. Wuz Here koji je dobio mnoge pohvale kritičara. Isti mjesec je potpisao ugovor s diskografskom kućom Def Jam Recordings nakon što je dobio ponudu od Sha Money XL-a, dopredsjednika diskografske kuće. Kasnije je gostovao na albumu Pilot Talk repera Currensyja i na albumu Kush & Orange Juice, Wiza Khalife. U listopadu iste godine zajedno s Currensyjem i Smoke DZA-om gostovao je na turneji The Smoker's Club.

## Diskografija
| - Live from the Underground (2012.) - Country Cousins (2012.) - R4 The Prequel (2011.) - 4Eva N a Day (Road Less Traveled Edition) (2012.) | - See Me on Top (2005.) - See Me on Top II (2005.) - Hood Fame (2006.) - See Me on Top III (2008.) - The Last King (2009.) - K.R.I.T. Wuz Here (2010.) - Return of 4Eva (2011.) - Last King 2: God's Machine (2011.) - 4Eva N a Day (2012.) |

## Vanjske poveznice

### Službene stranice
- Službena stranica
- Big K.R.I.T. na Twitteru
- Big K.R.I.T. na MySpaceu

### Profili
- Big K.R.I.T. na Allmusicu
- Big K.R.I.T. na Discogsu
- Big K.R.I.T. na Billboardu
- Big K.R.I.T.  Arhivirana inačica izvorne stranice od 11. svibnja 2012. (Wayback Machine) na MTV
- Big K.R.I.T.[neaktivna poveznica] na Yahoo! Musicu